# Roger Tory Peterson
Roger Tory Peterson (28 de agosto de 1908 - 28 de julho de 1996) foi um naturalista, ornitólogo, ilustrador e educador norte-americano, e uma das inspirações fundadoras do movimento ambientalista do século XX. 

## Juventude
Peterson nasceu em Jamestown, uma pequena cidade industrial no sudoeste de Nova York, em 28 de agosto de 1908. Seu pai, Charles Gustav Peterson, era um imigrante da Suécia que veio para a América quando criança. Aos dez anos, Charles Peterson perdeu o pai com apendicite e foi enviado para trabalhar nas fábricas. Depois de deixar as fábricas, ganhou a vida como caixeiro-viajante. A mãe de Roger, Henrietta Badar, era uma imigrante, aos quatro anos, de ascendência alemã e polonesa, que cresceu em Rochester, Nova York. Ela foi para uma faculdade de professores e lecionava em Elmira, Nova York, quando conheceu Charles. Os dois se casaram e se mudaram para Jamestown, onde Charles conseguiu um emprego em uma fábrica de móveis local. 

## Carreira
O primeiro trabalho de Peterson sobre pássaros foi um artigo, "Notas de campo e estudo", na revista Bird-Lore, onde ele registrou anedoticamente dois registros de visão de 1925, uma carriça da Carolina e um chapim. 

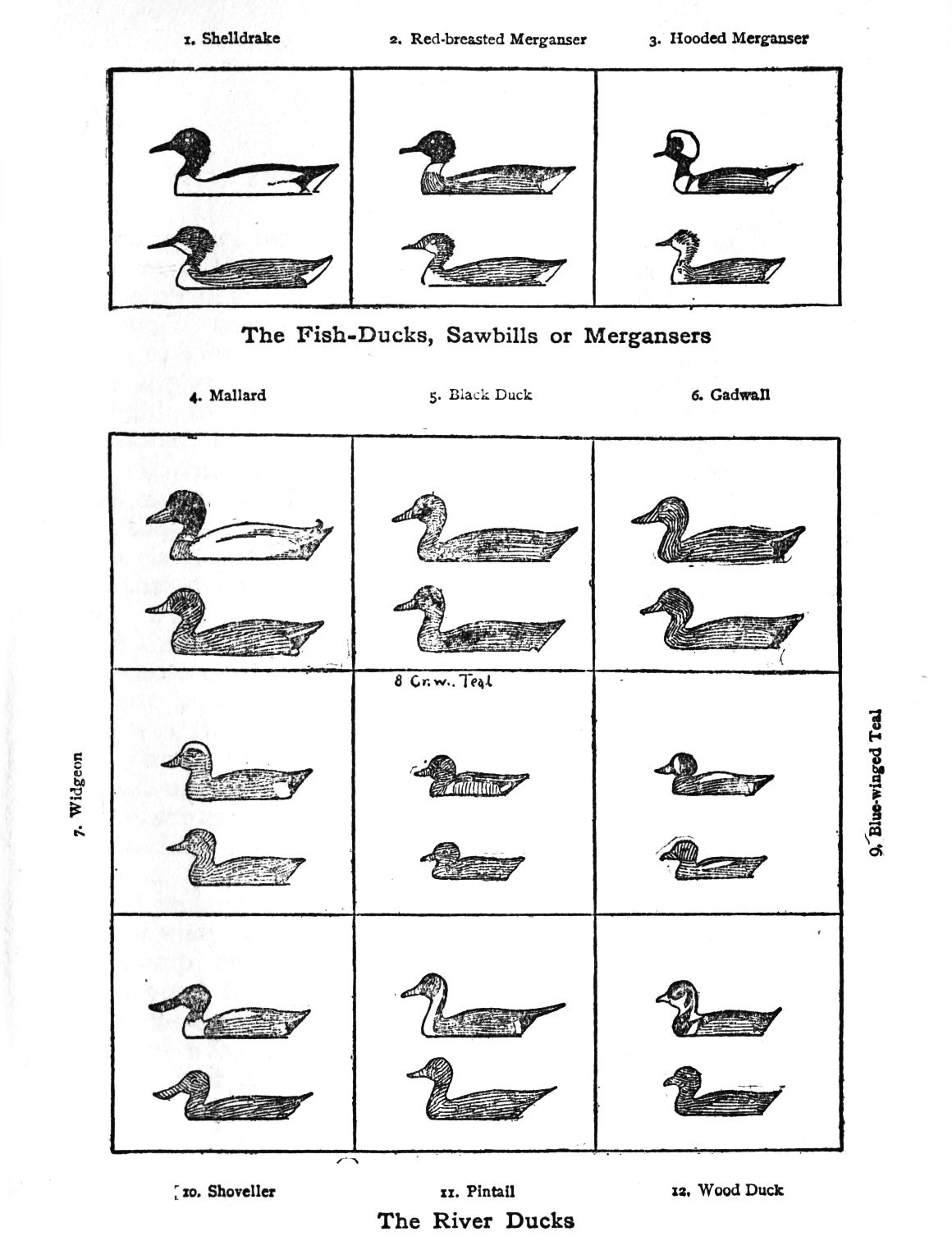
Inspiração do diagrama de patos de E. T. Seton (1903)

Em 1934 ele publicou seu seminal Guide to the Birds, o primeiro guia de campo moderno. Esgotou sua primeira tiragem de 2.000 exemplares em uma semana e teve seis edições. Uma das inspirações para seu guia de campo foi o diagrama de patos que Ernest Thompson Seton fez em Two Little Savages (1903).  Ele co-escreveu Wild America com James Fisher e editou ou escreveu muitos dos volumes da série Peterson Field Guide, sobre tópicos que vão desde rochas e minerais até besouros e répteis. Ele desenvolveu o Sistema de Identificação Peterson e é conhecido pela clareza de suas ilustrações de guias de campo e por seu delineamento de marcas de campo relevantes.  
Paul R. Ehrlich, em The Birder's Handbook: A Field Guide to the Natural History of North American Birds (Fireside. 1988), disse sobre Peterson:
Neste século, ninguém fez mais para promover o interesse pelas criaturas vivas do que Roger Tory Peterson, o inventor do moderno guia de campo. 
Peterson foi premiado com a Medalha Eisenmann da Linnaean Society of New York em 1986,  a Medalha Presidencial da Liberdade dos Estados Unidos  e a Ordem da Arca Dourada da Holanda. Em 1977, ele foi homenageado pela seleção pelas duas Lojas Distritais Suecas da Ordem Vasa da América para ser Sueco-Americano do Ano. Ele foi indicado ao Prêmio Nobel da Paz e recebeu doutorado honorário de várias universidades americanas. 
Ele morreu em 1996 em sua casa em Old Lyme, Connecticut. 

## O Instituto Roger Tory Peterson de História Natural
O Instituto de História Natural Roger Tory Peterson em Jamestown, Nova York, é nomeado em sua homenagem. 